# آلتو پارایزو، پارانا
آلتو پارایزو، پارانا (به پرتغالی: Alto Paraíso, Paraná) یک سکونتگاه مسکونی در برزیل است که در پارانا واقع شده‌است.